# Паклена поморанџа
Паклена поморанџа (енгл. A Clockwork Orange) је британско-амерички филм из 1971. године. Режирао га је Стенли Кјубрик, по истоименом роману Ентонија Бурџеса који је објављен 1959. године. Филм садржи узнемирујуће, насилне слике које стављају акценат на психијатрију, малолетну делинквенцију, и друге социјалне, политичке и економске ситуације у дистопијској будућој Британији.
Алекс (Малком Макдауел), главни јунак, је харизматични, социопатски деликвент кога интересује класична музика (нарочито Бетовен), силовање, и оно што обухвата термин „ултра насиље”. Он је вођа мале групе мангупа (Пит, Џорџ и Дим), који их назива „droogs” (из руског језика друг, пријатељ, ортак). Филм прати ужасне криминалне радње дружине, његово хватање, и покушај рехабилитације кроз контроверзно психолошко условљавање. Алекс је наратор већи дио филма у Надсату, а тинејџерски жаргони су састављени од словенских језика (нарочито руског), енглеског.

## Радња филма
У футуристичком Лондону, Алекс Деларџ је вођа своје дружине, Џорџа, Дима и Пита. Једне ноћи, након што употребе „плус млека” (млеко помешано са дрогом), започињу вече „ултра насиља”, укључујући пребијање старог скитнице и борбом против супарничке банде вођене Билибојом. Украденим аутом, одлазе ван града и наилазе на дом писца Ф. Александра, где га толико туку да ће остати непокретан до краја живота. Алекс затим силује његову супругу.
Следећег дана, пошто изостаје из школе, Алекс разговара са чиновником за условно ослобођење, г. П.Р. Делтоид, који је свестан насиља које Алекс чини и упозорава га. Алекс затим одлази у музичку кућу где упознаје две девојке, Сонијету и Марти. Одводи их кући и има сексуални однос са њима.
Те ноћи, његова дружина показује незадовољство због Алексових ситних крађа, тражећи већу једнакост и профитабилније крађе. Алекс потврђује своје вођство пребивши их. Након тога Алекс упада у вилу богате жене, док његова дружина остаје испред врата. Алекс удара жену статуом. Чувши полицијске сирене, Алекс покушава да побегне, али Дим га удара флашом млека преко лица, оставивши га изненађеног и крвавог. Алекс је ухваћен и претучен од стране полиције. Делтоид му пљује у лице након што сазнаје да је жена преминула у болници. Алекс је осуђен на 14 година робије.
Након две године робијања, министар унутрашњих послова долази у затвор у потрази за огледним кунићима, за експерименталну терапију аверзије због рехабилитовања криминалаца кроз две седмице; Алекс се пријављује. Тај процес укључује дрогирање субјекта, везање за столицу, насилно држање очних капака отвореним и присилно гледање слика насиља. Алексу постаје мука од дрога. Он схвата да је из једног од филмова Бетовенова музика, иначе његовог омиљеног композитора и да ће терапија учинити да му буле зло од те музике. Он покушава да оконча терапију али безуспешно.
Након две недеље терапије, министар унутрашњих послова организује скуп да се докаже да је Алекс „излечен”. Показано је да није у стању да се одупре глумцу који га вређа и напада, и постаје болестан када види голу жену. Затворски свештеник је против овога, сматрајући да је Алексу одузето право слободе коју је Бог подарио. Управник затвора каже да није заинтересован за етику и да га једино занима смањење стопе криминала и открива грозну закрченост наших затвора.
Алекс је ослобођен и сазнаје да је његове личне ствари узела полиција да помогне реституцију код жртава, и да су његови родитељи издали његову собу. Бескућник, Алекс среће маторог скитницу којег је давно претукао, који га напада са неколико својих пријатеља. Алекс спашавају два полицајца за које се испоставља да су Дим и Џорџи. Они одводе Алекса у шуму, где га туку и скоро удаве у води. Ошамућени Алекс лута шумом и долази до куће писца г. Александра, који је непокретан, и ту пада у несвест. Алекс, будећи се, схвата да се за њега брину Александар и његов лични слуга, Џулијан. Г. Александар, који није препознао Алекса као свог нападача, прочитао је о његовом лечењу у новинама. Видевши Алекса као политичко оружје које може употребити против власти, г. Александар се припрема да упозна Алекса са својим колегама, али чује Алекса како пева исту песму коју је певао кад му је силовао жену и поново му кроз главу пролази тај немио догађај. Уз помоћ својих колега, Александар дрогира Алекса и ставља га у закључану спаваћу собу. Алекс се буди уз Бетовенову Девету симфонију. Осећајући несносан бол, он се баца кроз прозор и пада у несвест.
Алекс се буди у болници. Док су му радили серије психолошких тестова, Алекс увиђа да више нема аверзије ка насиљу. Министар унутрашњих послова долази и извињава се Алексу. Нуди да му помогне и да му нађе посао. Као знак добре воље, министар доводи музичку линију која пушта Бетовенову девету симфонију. Алекс почиње размишљати о насиљу и има живе мисли о томе како има однос у снегу са женом док публика гледа, говорећи себи: „Богме, излечен сам!”

## Улоге
- Малком Макдауел као Алекс Деларџ
- Патрик Меги као Г. Франк Александар
- Мајкл Бејтс као шеф страже Барнс
- Ворен Кларк као Дим
- Џон Клајв као глумац
- Адријен Кори као гђа. Мери Александар
- Карл Дуринг као др. Бродски
- Пол Фарел као Тремп
- Клајв Френсис као Џо
- Мајкл Говер као затворски управник
- Миријам Карлин као жена-мачка
- Џејмс Маркус као Џорџи
- Обри Морис као П.Р. Делтоид
- Годфри Квигли као затворски капетан
- Шејла Рејнор као мама
- Маџ Рајан као др. Бранон
- Џон Сејвидент као конспиратор
- Ентони Шарп као Фредерик, министар
- Филип Стоун као отац
- Полин Тејлор као др. Тејлор, психијатар
- Маргарет Тајзек као конспиратор Рубиштејн
- Стивен Беркоф као детектив Том
- Линдси Кембел као полицијски инспектор
- Мајкл Терн као Пит
- Дејвид Проус као Џулијан
- Џон Џ. Керни као виши инспектор
- Ричард Конауг као Билибој
- Керол Дринквотер као сестра Фили
- Шерил Гранвалд као жртва силовања
- Џилијан Хилс као Сонијета
- Крег Хантер као Доктор

## Разлике између филма и романа
Кјубрик се углавном држао приче из романа, прескочивши последњи део, у којем је Алекс остарио и прерастао социопатију. Док у филму Алекс добија државни посао − што имплицира да је остао социопата у срцу − роман се завршава позитивно по Алекса.
- У роману, Алексово презиме није откривено, док у филму, његово презиме је Деларџ.
- На почетку романа, Алекс је 15-годишњи деликвент који иза себе има доста злочина. У филму, да се ублажи полемика, Алекс је нешто старији, око 17−18 година.
- У филму, Алекс има змију љубимца. То се не спомиње у роману.
- У роману, Ф. Александар препознаје Алекса као свог нападача кроз неколико неопрезних назнака. У филму, Алекс бива препознат када почне да пева песму током купања.
- У роману, Алексу је понуђена терапија након што убије другог затвореника који га је сексуално узнемиравао. У филму, та сцена је избрисана, и уместо тога Алекс се добровољно јавља да учествује у терапији.
- У роману, Алекс дрогира и силује две 10-годишње девојчице. У филму, те девојчице су заправо девојке које су пристале на однос, без икаквих назнака које указују на коришћење дроге или било каквог насиља.
- У роману, писац је радио на пројекту Паклена Поморанџа када Алекс и његова дружина упадају у кућу. У филму, наслов пројекта се не види, тако остављајући филм без додира са насловом.
- На почетку филма, Алекс и његови другови брутално туку једног пијаног старца. После, када Алекса пусте на слободу, тај човек га препознаје. Старац окупља неколико пријатеља бескућника да туку Алекса, који није у стању да се брани. Ових сцена нема у књизи, али има слична сцена у којој старији човек иде кући из библиотеке и добија батине од Алекса и другова и притом му књиге бивају уништене. Пошто је Алекс пуштен на слободу, одлучује да се убије и одлази у библиотеку да пронађе књигу како би то урадио. Тамо га препознаје старији човек којег је пребио и старац га напада заједно са неколико пријатеља из библиотеке.
- Алекс је скоро претучен на смрт од стране полиције после рехабилитације. У филму, полицајци су његови бивши другови, Дим и Џорџи. У књизи, уместо Џорџија, за кога је речено да је убијен, други полицајац је Билибој, вођа супарничке банде против које се Алекс раније тукао, и у филму и у књизи. Ово је значајна разлика јер су Дим и Џорџи били изругивани од стране Алекса пре његове терапије а Билибој је скоро умро, што указује да батине које је Алекс добио су далеко болесније и горе.
- У роману, Алекс не може да поднесе ниједну врсту музике, а у филму једино не може Бетовенову Девету Симфонију.[3]

## Награде
- Три номинације за Златни глобус (најбољи филм, режија, главни глумац Малком Макдауел).
- Четири номинације за Оскара (најбољи филм, режија, сценарио, монтажа).[3]